# Diploglena
Diploglena is een geslacht van spinnen uit de familie Caponiidae.

## Soorten
De volgende soorten zijn bij het geslacht ingedeeld:
- Diploglena capensis Purcell, 1904
  - Diploglena capensis major Lawrence, 1928